# Dword
Con dword (abbreviazione del termine inglese double word) si intende in informatica una dimensione pari al doppio di una word.
Il valore in bit varia con l'architettura. In realtà, il termine word identifica sia un dato di 16 bit sia il formato di dato base per l'architettura. Nei linguaggi di programmazione una dword solitamente è 32 bit, un'eredità dei processori a 16 bit. Riferita ai processori a 32 bit vale 64 bit (anche se quest'ultimo utilizzo è meno comune e più diffuso tra i progettisti elettronici).
Vediamo una possibile definizione in C/C++:
```
 
#if (__INTSIZE==2)

 
#define dword unsigned long

 
#else

 
#define dword unsigned int

 
#endif

```

Sui sistemi Windows:
```
typedef
 
unsigned
 
long
 
DWORD
;

```